# Iga FC Kunoichi
Der Iga Football Club Kunoichi (jap. 伊賀フットボールクラブくノ一, Iga Futtobōru Kurabu Kunoichi) ist ein japanischer Frauenfußballverein aus Iga, Präfektur Mie, der im Jahr 1976 als Iga-Ueno Kunoichi Soccer Club (伊賀上野くノ一サッカークラブ, ~ Sakkā Kurabu) gegründet wurde. Im Jahr 1989 folgte die Umbenennung zum Prima Ham FC Kunoichi (プリマハムFCくノ一, Purima Hamu FC Kunoichi). Seine erfolgreichste Zeit hatte der Verein ab Mitte der 1990er-Jahre, als er zweimal die japanische Meisterschaft und dreimal den Gewinn des Kaiserinnenpokals feiern konnte. Die Umbenennung zu seinem heutigen Namen erfolgte im Jahr 2000. Den Abstieg in die Zweitklassigkeit im Jahr 2008 konnte der Verein bereits im Folgejahr korrigieren. 2021 wurde man dann zum dritten Mal nationaler Meister.

## Erfolge
- 1995, 1999, 2021: Gewinn der japanischen Meisterschaft
- 1995, 1998, 2001, Gewinn des Kaiserinnenpokals